# Instituto de Física del Globo de París
El Instituto de Física del Globo de París (en francés: Institut de Physique du Globe de Paris, IPGP) es un establecimiento público francés de carácter científico, cultural y profesional que tiene como misión la observación y estudio de los fenómenos naturales, sobre todo sísmicos y volcánicos, así como la investigación, la enseñanza, la difusión y la valorización del conocimiento en Ciencias de la Tierra. Creado en 1921 bajo la forma de un instituto de la Universidad de París, después de la Universidad París-VI, se transforma en un establecimiento aparte desde 1990. El Instituto de Física del Globo de París es dirigido actualmente por Marc Chaussidon, especialista en cosmoquímica (y formación del Sistema Solar); el cual es director de investigación CNRS en el IPGP e igualmente profesor en la Escuela Politécnica (departamento de física) desde el 2008.

## Historia
En 1921, Charles Maurain y Edmond Rothé fundan los institutos de física del globo en París, Estrasburgo, Bagnères-de-Bigorre, Clermont-Ferrand y un poco más tarde, en Tamanrasset (Argelia).
En 1924, el observatorio de Saint-Maur-des-Fossés que dependía del Servicio Meteorológico, estaba afiliado al Instituto de Física del Globo de París.
En los años 1930, un laboratorio de observación fue creado al pie del volcán de la montaña Pelée en la isla de Martinique.
En 1935, el observatorio magnético nacional es transferido de Val-Joyeux a Chambon-la-Fôret
En 1950, un laboratorio de observación fue creado al pie del volcán de la Soufrière en la isla de Guadalupe .
Al finalizar el año 1979, se abrió un observatorio cerca del volcán del Piton de la Fournaise en la isla de La Reunión.

## Localización

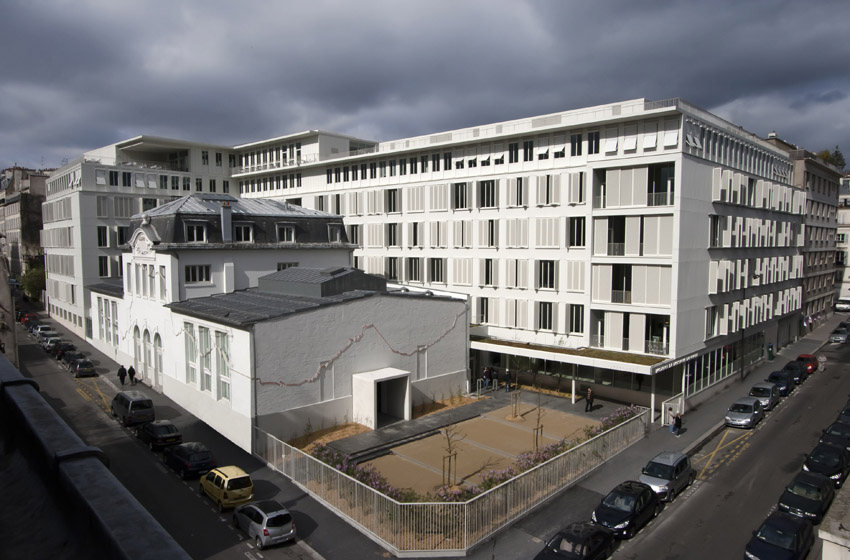
El IPGP ubicado en el ángulo entre las calles Jussieu y Cuvier

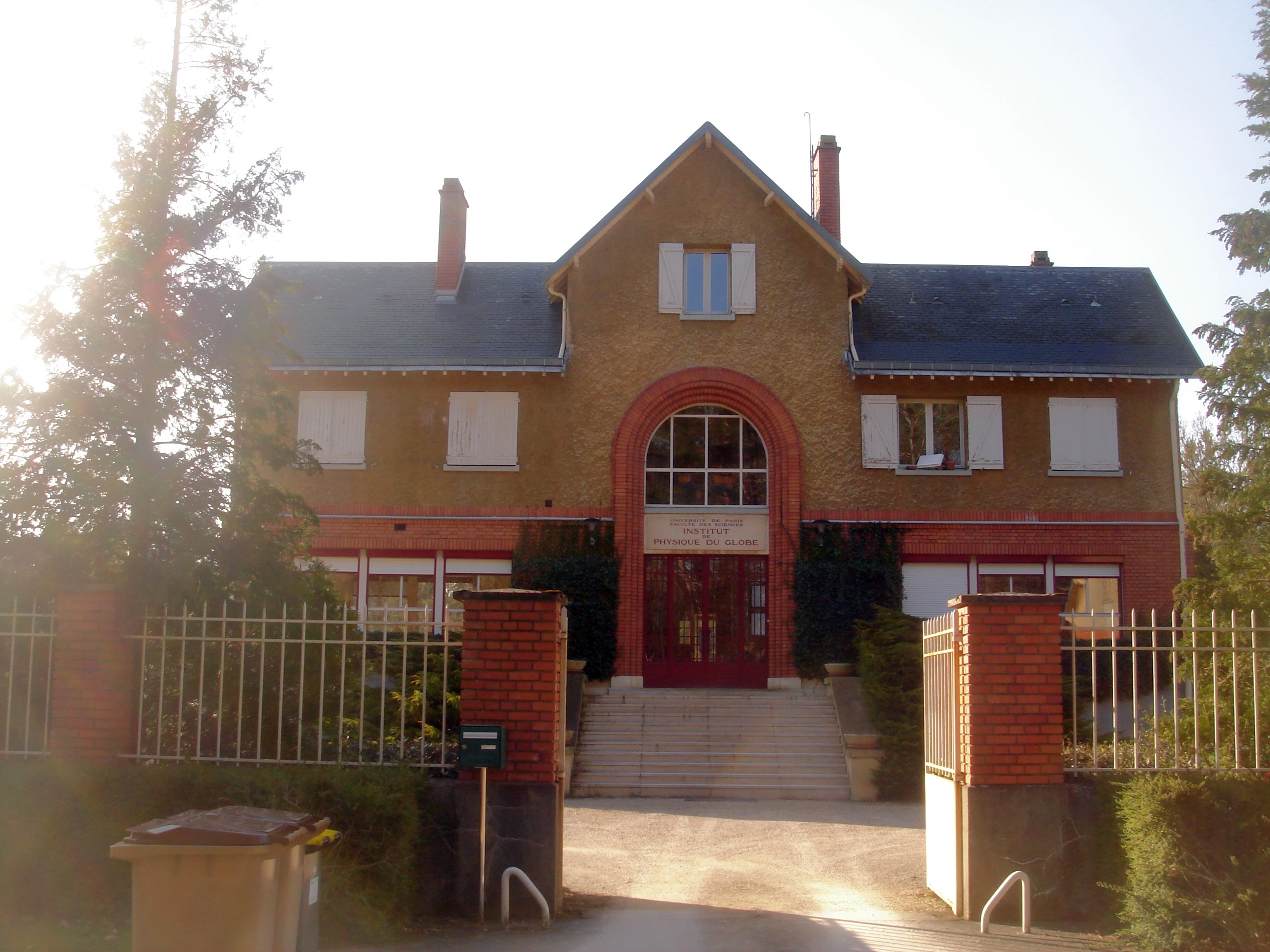
El observatorio magnético nacional en Orleans

Asociado al Centro nacional de la investigación científica, el Instituto de Física del Globo de París está ubicado en el 1 Calle Jussieu, frente al Jardín de plantas de París. Este sitio está ubicado cerca de la estación de metro Jussieu.
Además de su sede en París, el Instituto de Física del Globo de París está también presente en otras regiones:
- El observatorio vulcanológico y sismológico de Guadalupe en Gourbeyre.
- El observatorio vulcanológico y sismológico de Martinique en Fonds Saint-Denis.
- El observatorio vulcanológico del Piton de la Fournaise instalado sobre la Plaine des Cafres en La Reunión.
- El observatorio magnético nacional en Chambon-la-Fôret en fôret d'Orleans en el departamento de Loiret[9]
- El observatorio sismológico de Saint-Maur-des-Fossés en el departamento de Val-de-Marne.

## Actividades
Además de su misión en la creación y transmisión del saber en el campo de la geociencia, el IPGP se encarga también de la observación de los fenómenos naturales en vulcanología, sismología y geomagnetismo. El instituto asegura la vigilancia de los tres volcanes activos franceses: la Soufrière, la montaña Pelée y el Pitón de la Fournaise.
El instituto colabora con numerosos proyectos de investigación industrial, como las misiones a Marte a través de la concepción de la cámara química Chemcam que se encuentra en el rover MSL de la NASA, lanzado el 25 de noviembre de 2011 y la cual también participa en misiones planetarias, como el desarrollo del sismómetro de la misión SELENE 2 (en la Luna) e INSIGHT (en Marte), previstas para el 2016. También se pueden citar otros temas de investigación como el almacenamiento geológico del dióxido de carbono en colaboración con Total y Schlumberger.
El instituto es responsable del parque instrumental de sismómetros en el fondo del mar del Instituto nacional de las ciencias del universo (INSU) – CNRS.
El IPGP propone un máster profesional en Ingeniería del medio ambiente e Ingeniería de sub-superficie, un máster de investigación en geofísica, geoquímica y geología, cohabilitado con la Escuela normal superior de la Calle Ulm. El instituto posee igualmente una escuela doctoral en Ciencias de la Tierra en colaboración con la Universidad París VII y la Escuela normal superior.

En 2010, el establecimiento cuenta con diecisiete equipos de investigación asociados en su conjunto al Centro nacional de la investigación científica, a la Universidad París-VI, a la Universidad París-VII y a la Universidad de la
Reunión bajo la forma de una unidad mixta de investigación. El instituto es también socio del laboratorio internacional asociado SALADYN creado en 2013.

## Administración
El instituto ha tenido doce directores, el premier de entre ellos, Charles Maurain, efectuó el más largo mandato (20 años).
| Nombre del Director | Comienzo | Fin  |
| ------------------- | -------- | ---- |
| Charles Maurain     | 1921     | 1941 |
| Jean Coulomb        | 1941     | 1958 |
| Émile Thellier      | 1958     | 1967 |
| Jean Delloue        | 1967     | 1971 |
| Georges Jobert      | 1971     | 1976 |
| Claude Allègre      | 1976     | 1991 |
| Jean-Louis Le Mouël | 1991     | 1996 |
| Vincent Courtillot  | 1996     | 1999 |
| Claude Jaupart      | 1999     | 2004 |
| Vincent Courtillot  | 2004     | 2011 |
| Claude Jaupart      | 2011     | 2015 |
| Marc Chaussidon     | 2016     | -    |